# صندوق أدوات الروبوت للماتلاب
صندوق أدوات الروبوت (بالإنجليزية: Robotics Toolbox) هو صندوق أدوات في برنامج ماتلاب والذي يدعم الأبحاث والتدريس في مجال الروبوتات الذراعية أو النقالة وغيرها. هو برمجية مجانية لكن تحتاج لبيئة ماتلاب للعمل.
يوفر صندوق أدوات الروبوت مجموعة من التوابع للتحويل بين مختلف البيانات مثل دراسة مصفوفات التحويل، زوايا أويلر والكواتيرنيون الضرورية لتمثيل الموضع والتموضع الثلاثي الأبعاد.
يعد صندوق أدوات الروبوت مفيدا لدراسة ومحاكاة مايلي:
- الروبوتات الذراعية التقليدية: حيث يدرس حركيتها ودينامكيها وتوليد المسار
- الروبوتات الأرضية أو النقالة
- الروبوتات الطائرة الكوادكوبتر

## استخدام ماتلاب
الماتلاب MATLAB هو برمجية تجارية من Math works يحتوي على عدد ضخم من العمليات والأوامر الرياضية والتي تغطي مجالا كبيرا من تحليل العمليات مثل العمليات على المصفوفات والجبر وحلول المعادلات التفاضلية والأمثلية والكثير الكثير غيرها.

## روابط خارجية
الموقع الرسمي لصندوق أدوات الروبوت
الدليل المساعد لفهم صندوق الأدوات (pdf)